# 五代友喜
五代 友喜（ごだい ともよし）は、戦国時代から江戸時代前期にかけての薩摩国の武将。島津氏の家臣。一部史料には友慶とも。
家系は新田八幡宮社家執印氏の庶家で、初代・惟宗康友の子・康忠が五代院院主職を譲られてより五代氏を称した家である。
友喜は永禄7年（1564年）、島津義弘が日向国飯野城を居城にした際にこれに従った60人のうちの一人で、以後その家老を務めた。また、馬関田（現・宮崎県えびの市西川北付近）地頭でもあった。元亀3年（1572年）5月4日、木崎原の戦いが起こると島津義弘に兵40人を与えられ、白鳥山野間口に伏兵、日向伊東氏の3,000人に及ぶ軍勢を義弘、鎌田政年と共に打ち破り200石を賜る。また、敵の総大将であった伊東祐安を弔う供養塔を建立した。
天正18年（1590年）、義弘の子・島津久保に従い小田原征伐にも参加した。慶長5年（1600年）に関ヶ原の戦いが起こった際には、長島（現・鹿児島県長島町）にて肥後国の加藤清正の軍を警戒する番に就き、義弘の帰国後に200石を賜った。また、慶長8年（1603年）に唐船奉行を務め、同10年（1605年）に主君・島津家久の養女・長寿院殿が松平定行の元へ嫁ぐ際はその供をした。
寛永3年（1626年）に病死。薩摩国の隆盛院に葬られた。